# Via Flamínia

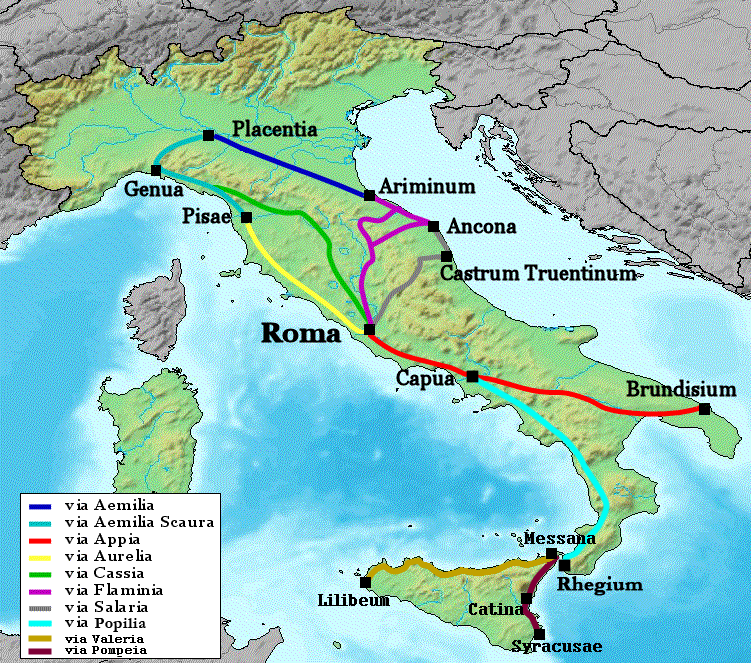
La via Flamínia, de color violeta

Via Flamínia (en llatí Via Flaminia, en grec ἡ Φλαμινία ὁδός) va ser una via romana que portava de Roma a Ariminium i era la via principal que es dirigia al nord d'Itàlia. Era la carretera més important per comunicar-se amb la part nord del país.
La va construir Caius Flaminius durant el temps que va exercir com a censor (220 aC), que la va fer amb la finalitat d'obrir un accés lliure amb el territori gal, que ell mateix havia sotmès uns anys abans. La seva importància militar ja es va veure l'any 217 aC, quan el tribú militar Publi Semproni Tudità va arribar fins a Ariminium per observar els moviments d'Hanníbal, segons explica Titus Livi. Més tard, el domini de la via Flamínia es va demostrar decisiu l'any 69 en la lluita entre Vespasià i Vitel·li.
Quan August va designar diverses persones amb dignitat consular per reparar les diverses vies de comunicació des de Roma, es va reservar la via Flamínia per a ell, donada la seva importància, i la va restaurar completament. Com a agraïment s'hi van alçar dos arcs de triomf en el seu honor, un a Roma i l'altre a Ariminium. Vespasià en va augmentar la facilitat del pas construint un túnel que travessava una rova en un lloc anomenat Intercisa o Túnel romà de Furlo, d'uns 38 metres de llargada. Aquest túnel el remarca especialment Claudi Claudià quan en un poema fa una descripció de la via Flamínia explicant el pas de l'emperador Flavi Honori quan va anar de Ravenna a Roma l'any 404.
Sortia de la Porta Flamínia propera a la moderna porta del Popolo i es dirigia al Pont Milvi (Pontus Milvius) per creuar el Tíber. Llavors girava a la dreta i es mantenia prop del riu, mentre que la via Càssia, que s'iniciava després del pont Milvi, s'enfilava cap a l'altiplà avançant en direcció nord. Quan la via Flamínia arribava a Ariminium s'unia a la via Emília.
La via Flamínia de Bononia a Arretium, considerada una branca de la via Càsia, La va construir el seu fill anomenat també Caius Flaminius, que va ser col·lega en el consolat de Marcus Aemilius Lepidus l'any 187 aC, després de sotmetre les tribus lígurs de la regió de Bononia, però després el nom va ser poc utilitzada.
Les estacions de la via eren:
- Saxa Rubra (d'on sortia la Via Tiberina)
- Aqua Viva
- Fescenium (Civita Castellana)
- Ocriculum (Otricoli)
- Narnia (Narni)
- Mevania (Bevagna)
- Ad Martis
- Forum Flaminii
- Interamna (Terni)
- Tres Tabernae
- Fanum Fugitivi
- Spoletium (Spoleto)
- Sacraria (La Vene a les fonts del Clitumnus)
- Treba (Trevi)
- Fulginium (Foligno)
- Forum Flaminii
- Helvillum (Sigillo)
- Ad Ensem (La Schieggia)
- Cales o Calles (Cagli)
- Intercisa (Passo del Furlo)
- Forum Sempronii (Fossombrone)
- Fanum Fortunae (Fano)
- Ariminium (Rímini)

Les estacions esmentades a l'Itinerari d'Antoní són: 
- Rostrata Villa
- Ocriculum (Otricoli)
- Narnia (Narni)
- Ad Martis (prop de Massa)
- Mevania (Bevagna)
- Nuceria (Nòcera)
- Helvillum (Sigillo)
- Calles (Cagli)
- Forum Sempronii (Fossombrone)
- Fanum Fortunae (Fano)
- Pisaurum (Pesaro)
- Ariminium (Rimini)

I l'Itinerari de Jerusalem parla de: 
- Ad Rubras (Prima Porta)
- Ad Vicesimum
- Aqua Viva (Osteria dell' Acqua Viva)
- Ocriculum (Otricoli)
- Narnia (Narni)
- Interamna (Terni)
- Tres Tabernae
- Fanum Fugitivi (Monte Somma)
- Spoletium (Spoleto)
- Sacraria (La Vene)
- Trebia (Trevi)
- Fulginium (Foligno)
- Forum Flaminii (S. Giovani in Forifiamma)
- Nuceria (Nòcera)
- Ptaniae, probablement Tadinum (Gualdo)
- Herbellonium (?)
- Ad Ensem (La Schieggia)
- Ad Calem (Cagli)
- Intercisa (Il Furlo)
- Forum Sempronii (Fossombrone)
- Ad Octavum
- Fanum Fortunae (Fano)
- Pisaurum (Pesaro)
- Ariminum (Rimini)

Una branca de la via anava de Nuceria a Ancona. Les estacions segons l'Itinerari d'Antoní, iniciant el camí a Nuceria, eren:
- Dubii (?)
- Prolaqueum (Pioraco)
- Septempeda (San Severino)
- Treia (Treia)
- Auximum (Osimo)
- Ancona (Ancona)

Una branca passava per la costa, per Sena Gallica i fins a Fano on s'unia a la via principal. Tenia les següents estacions: 
- Ad Aesim fluvium (Riu Esino)
- Sena Gallica (Sinigaglia)
- Ad Pirum (?)
- Fanum Fortunae (Fano).[1]